# Église Saint-Symphorien de Nuits-Saint-Georges
L’église Saint-Symphorien de Nuits-Saint-Georges est une église gothique encore fortement marquée par le style roman construite au XIIIe siècle dans le quartier des vignerons de Nuits-Saint-Georges.

## Historique
L'édifice actuel, très homogène, fut élevé au début du XIIIe siècle, autour de 1230-1240. Un siècle plus tard, il est agrandi par l'adjonction d'une chapelle gothique au nord-est.
En 1576 l'église fut endommagée, ainsi que tous le village, par l'attaque de troupes protestantes. Elle fut réparée au XVIIe siècle, recevant à cette occasion un grand retable, retiré au XIXe siècle. À la fin du  XVIIIe siècle eut lieu une campagne d'embellissement qui rehaussa le sol de l'édifice, des colonnes retaillées et l'intérieur repeint.
Plusieurs campagnes de restauration au XIXe siècle lui donnèrent son aspect actuel.
L'église Saint-Symphorien a été restaurée (les travaux ont fini en 2007) et on peut désormais y accéder aux horaires d'ouverture. En faisant le tour, on peut voir les croix posées sur le sol représentant toute une famille victime de la peste. L'église est entourée par le cimetière ancien de Nuits-Saint-Georges qui vaut la visite par son caractère préservé et la présence de sépultures de personnalités.

## Description
Édifiée sur un plan de type basilical, son architecture sobre est caractéristique du style roman bouguignon. Son entrée est abritée d'un porche datant de 1624. À la croisée du transept, un clocher carré et trapu percé de deux étages de baies en plein cintre abrite un carillon manuel de 37 cloches.
À l'intérieur de l'église, se trouve un remarquable lutrin en bois sculpté du XVe siècle, une cage d'escalier en bois sculpté et ajouré du XVIe siècle ainsi que des orgues de 1761.

## Protection
L'église Saint-Symphorien  est classée monument historique par arrêté du 10 février 1913, 

### Extérieur

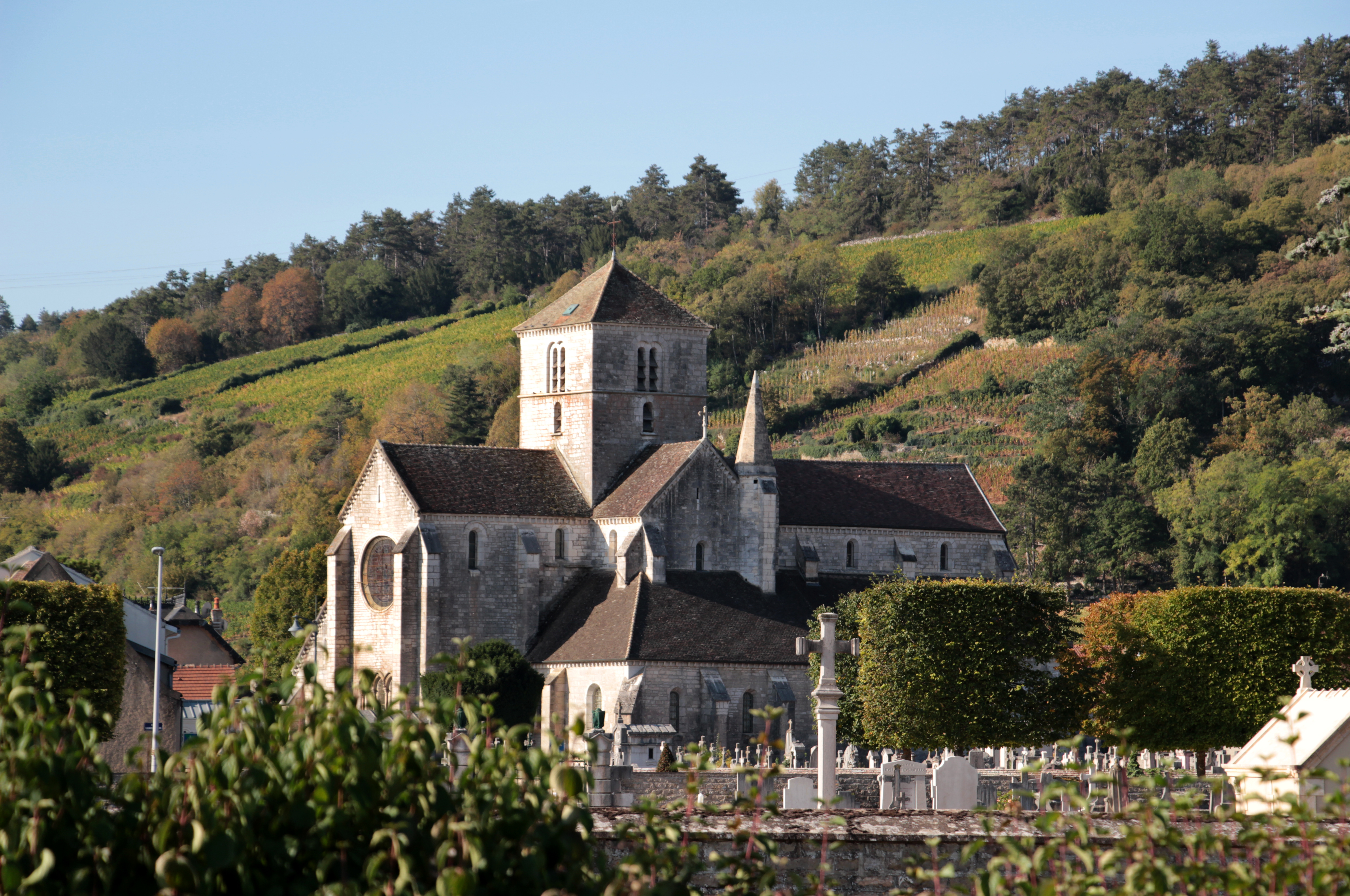
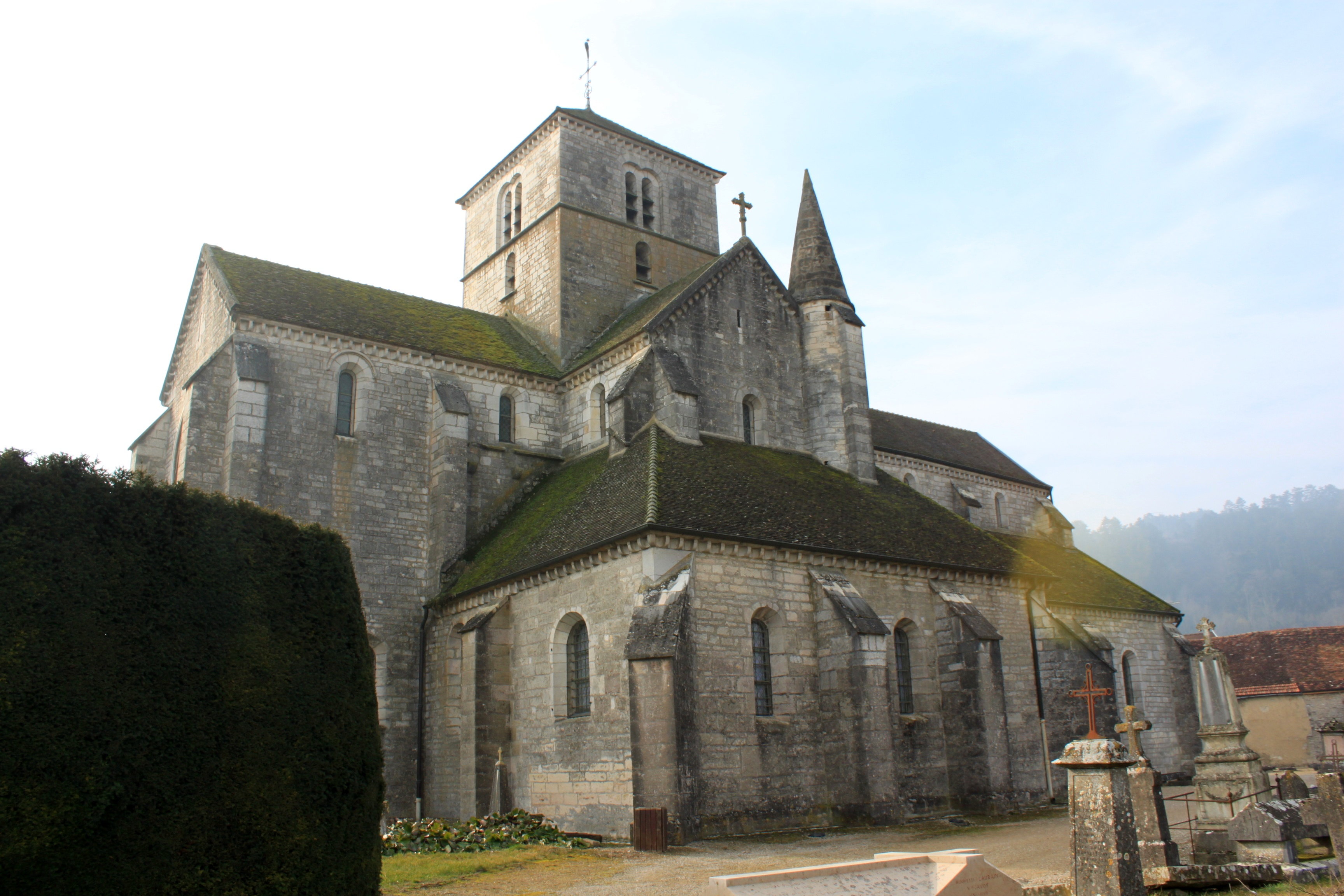
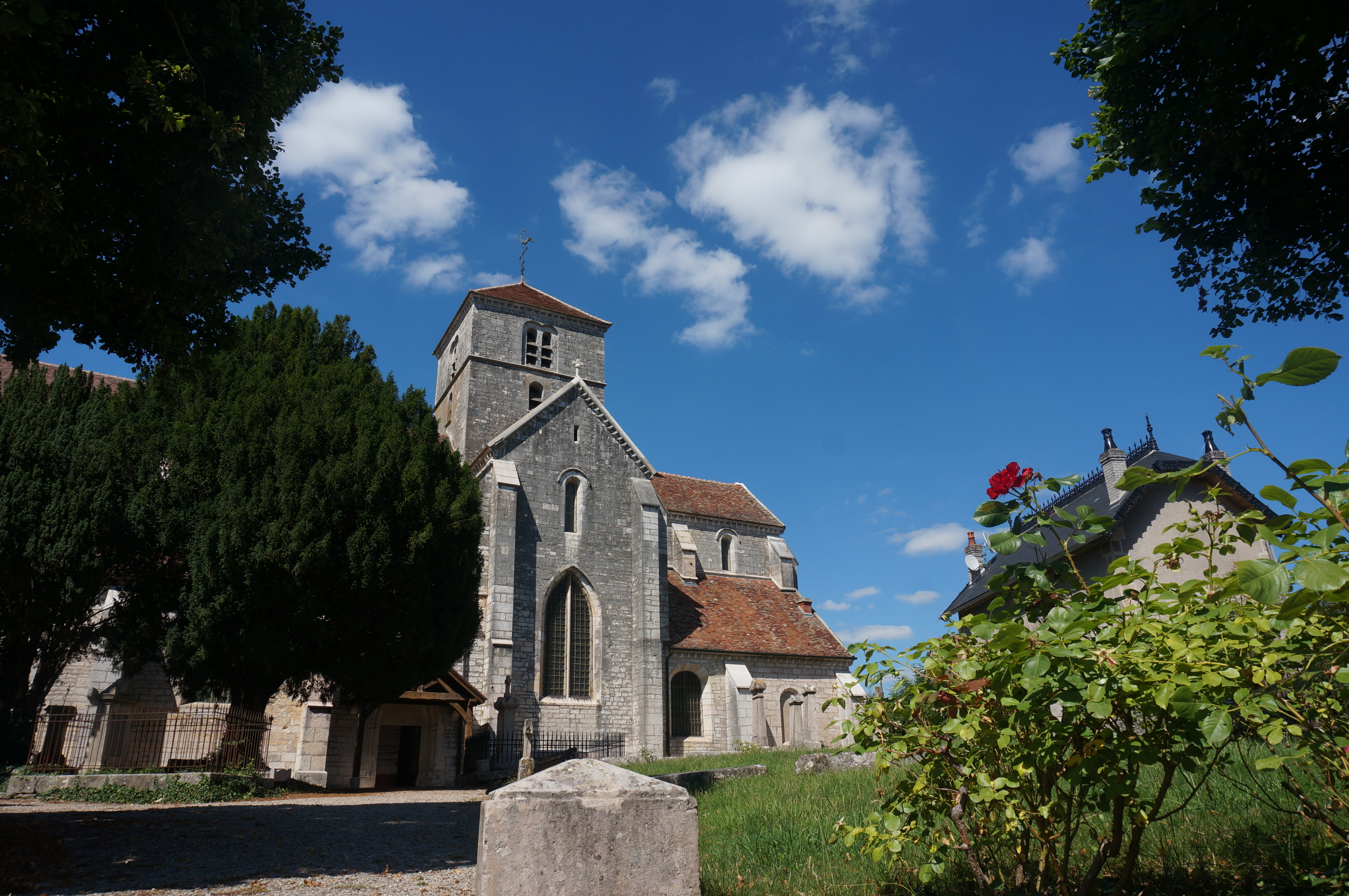

### Intérieur

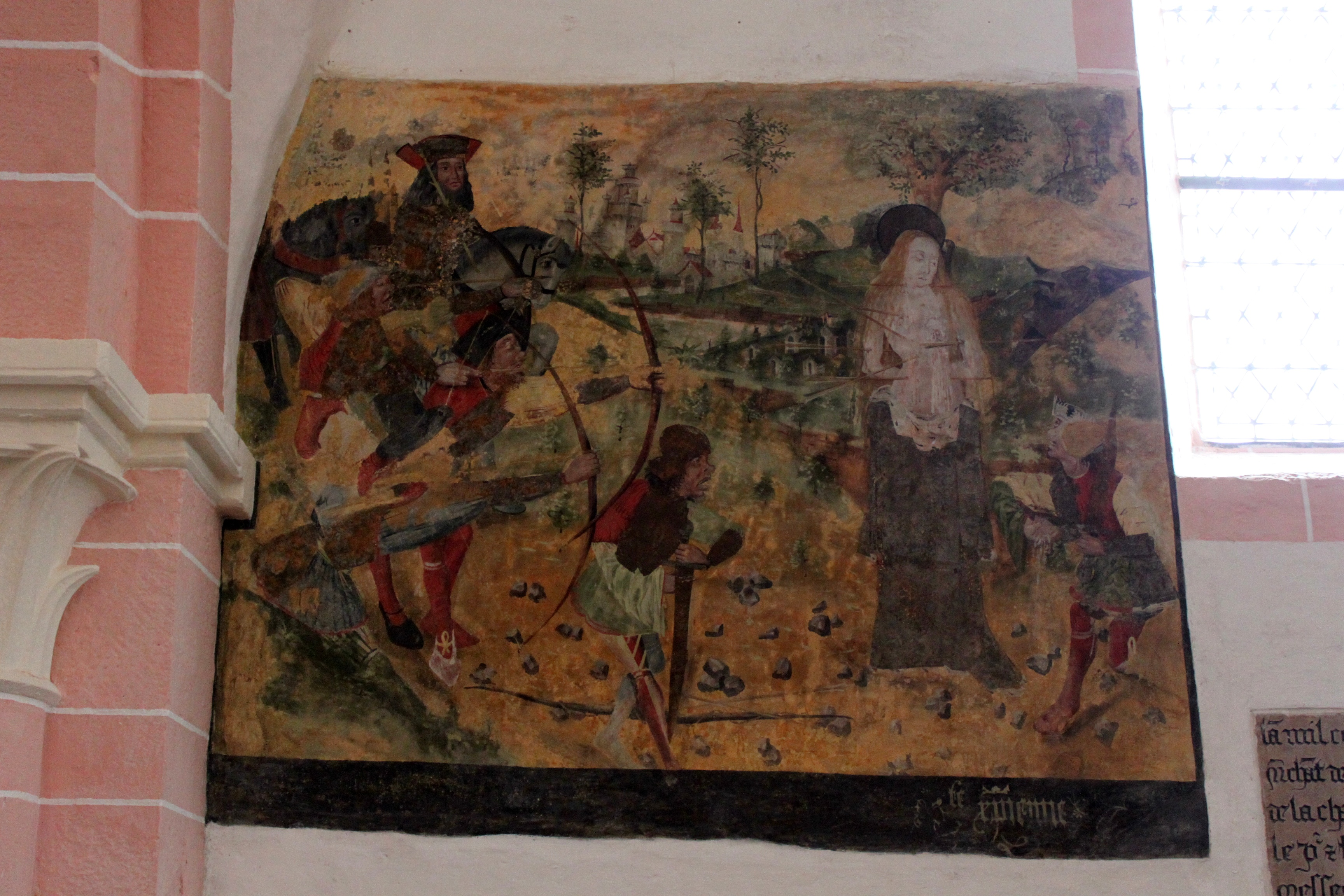
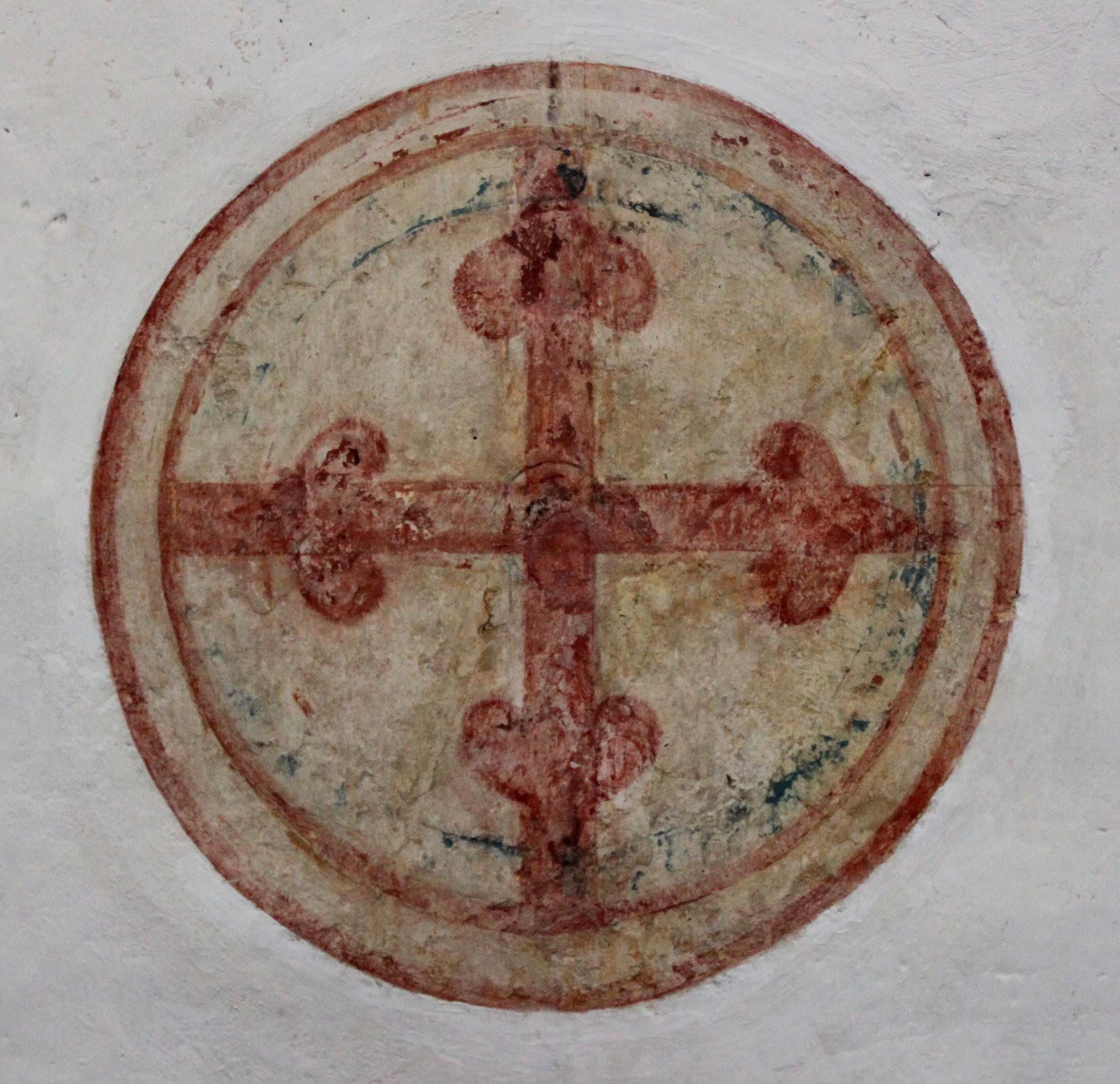
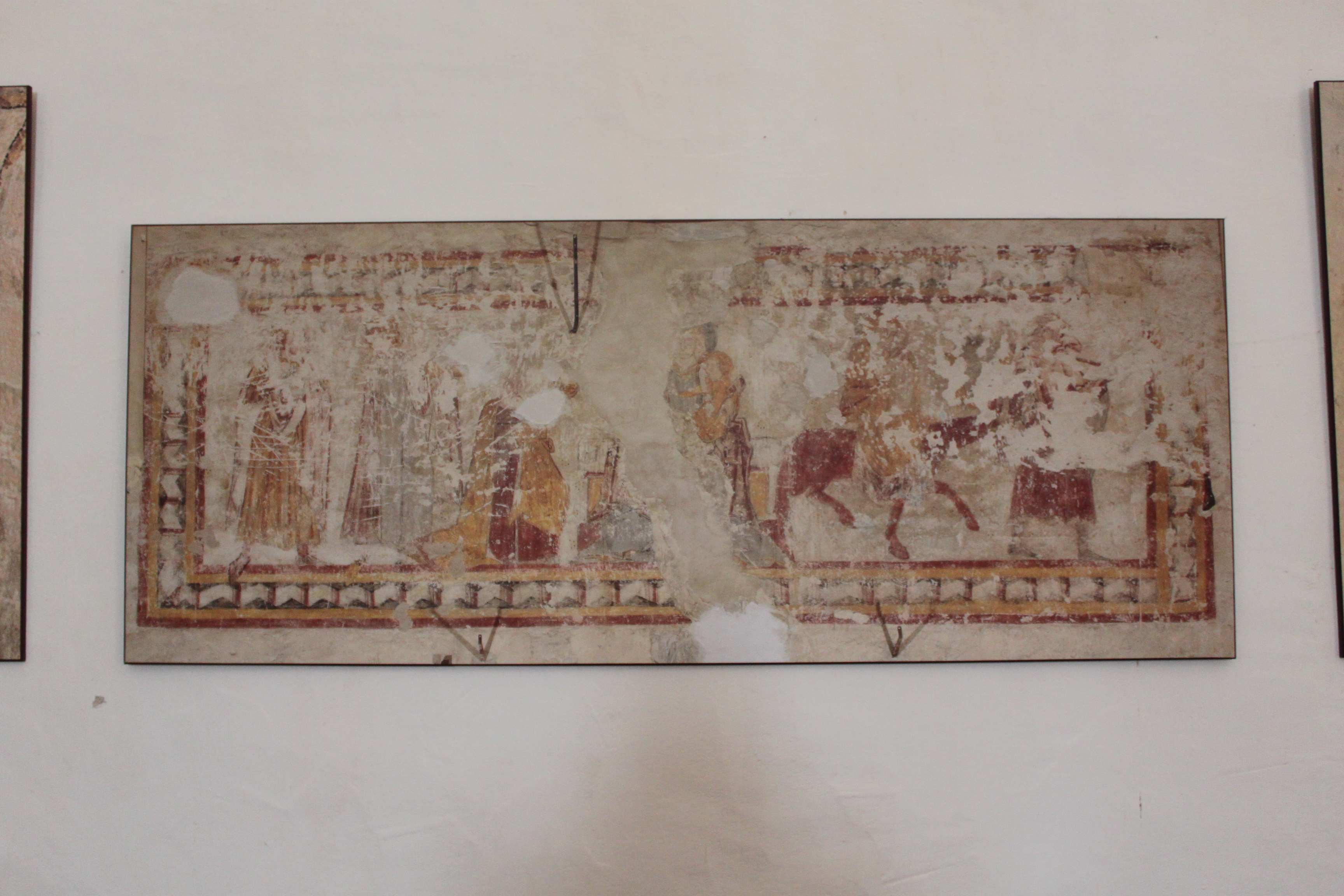
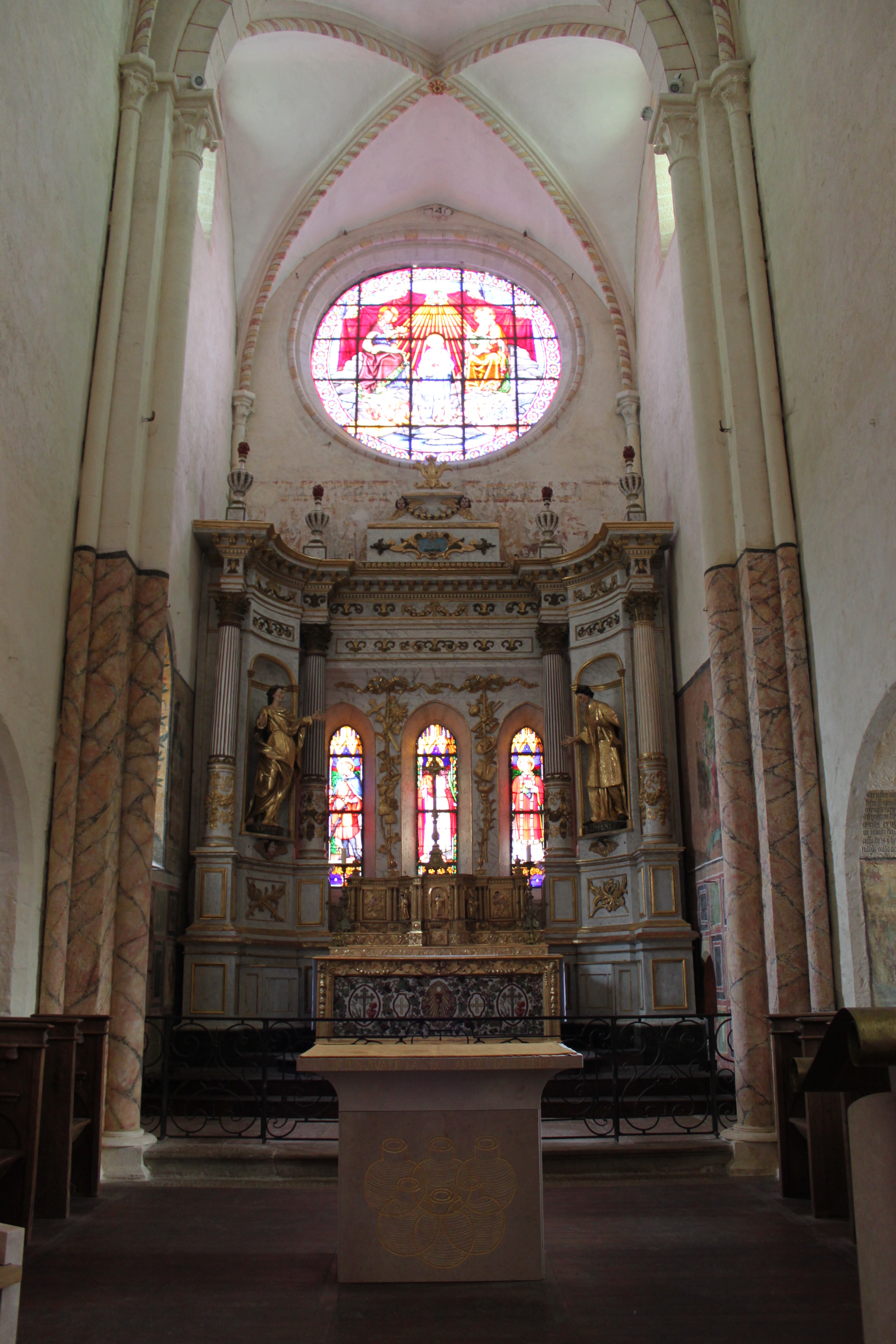
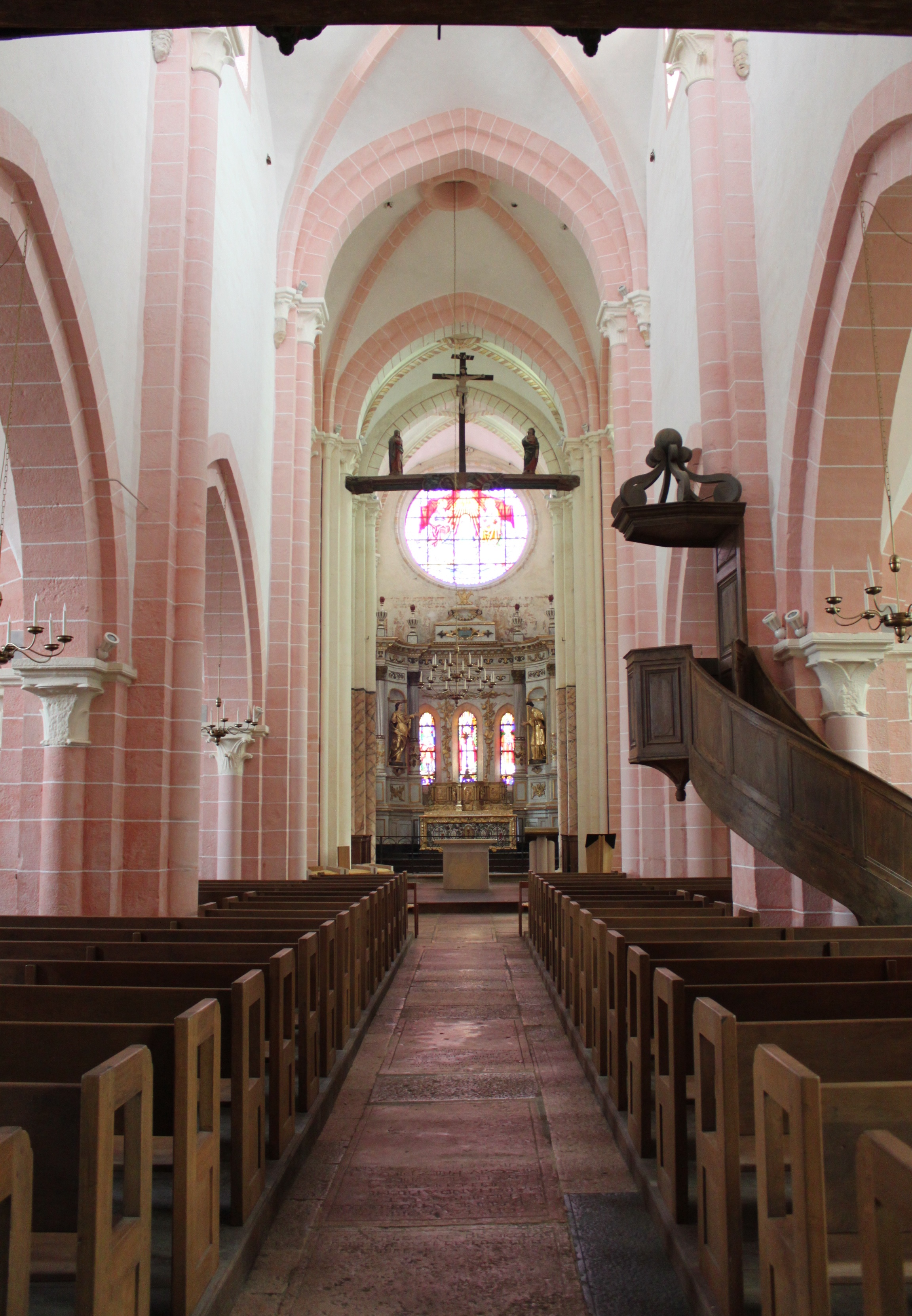
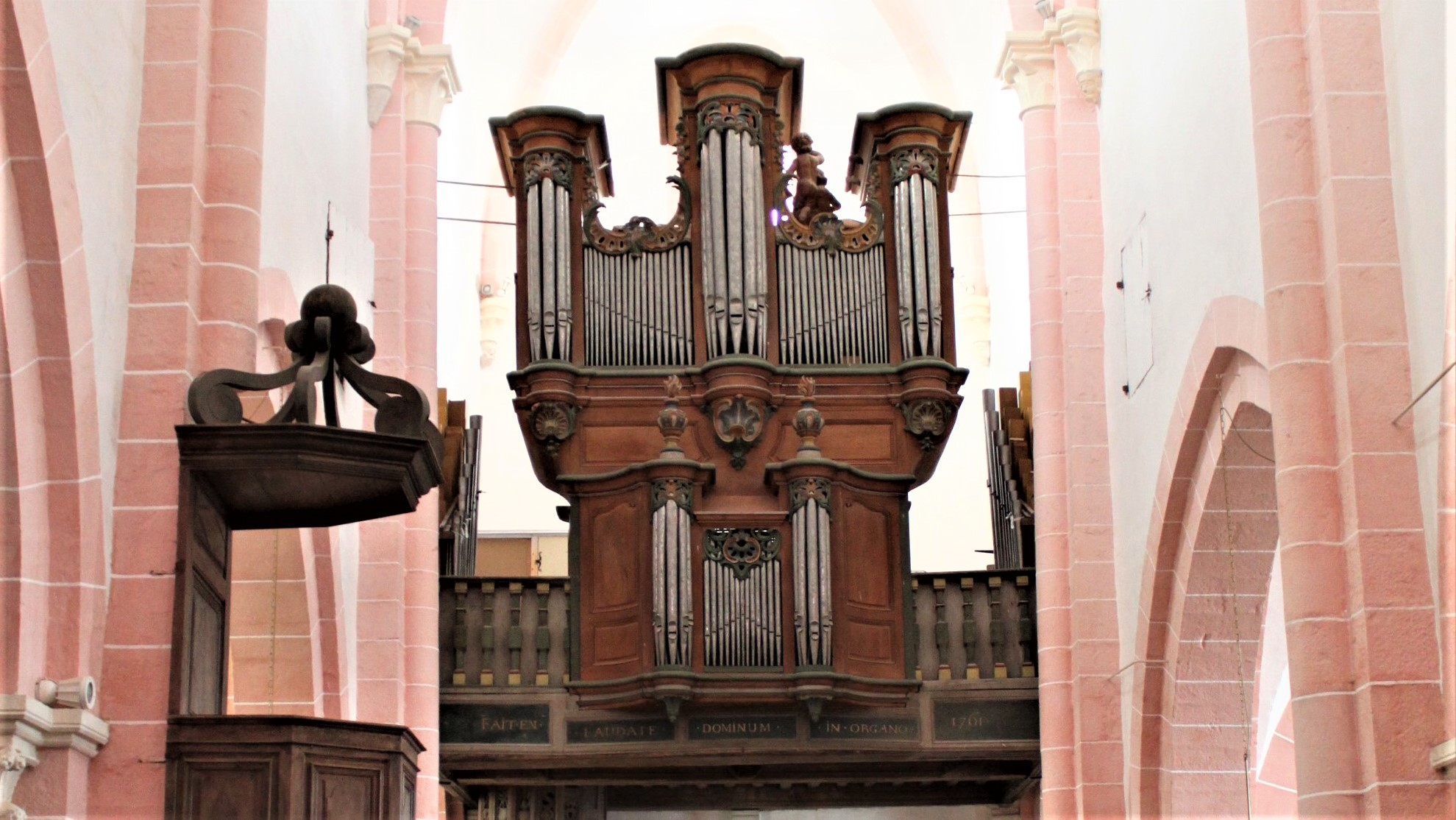
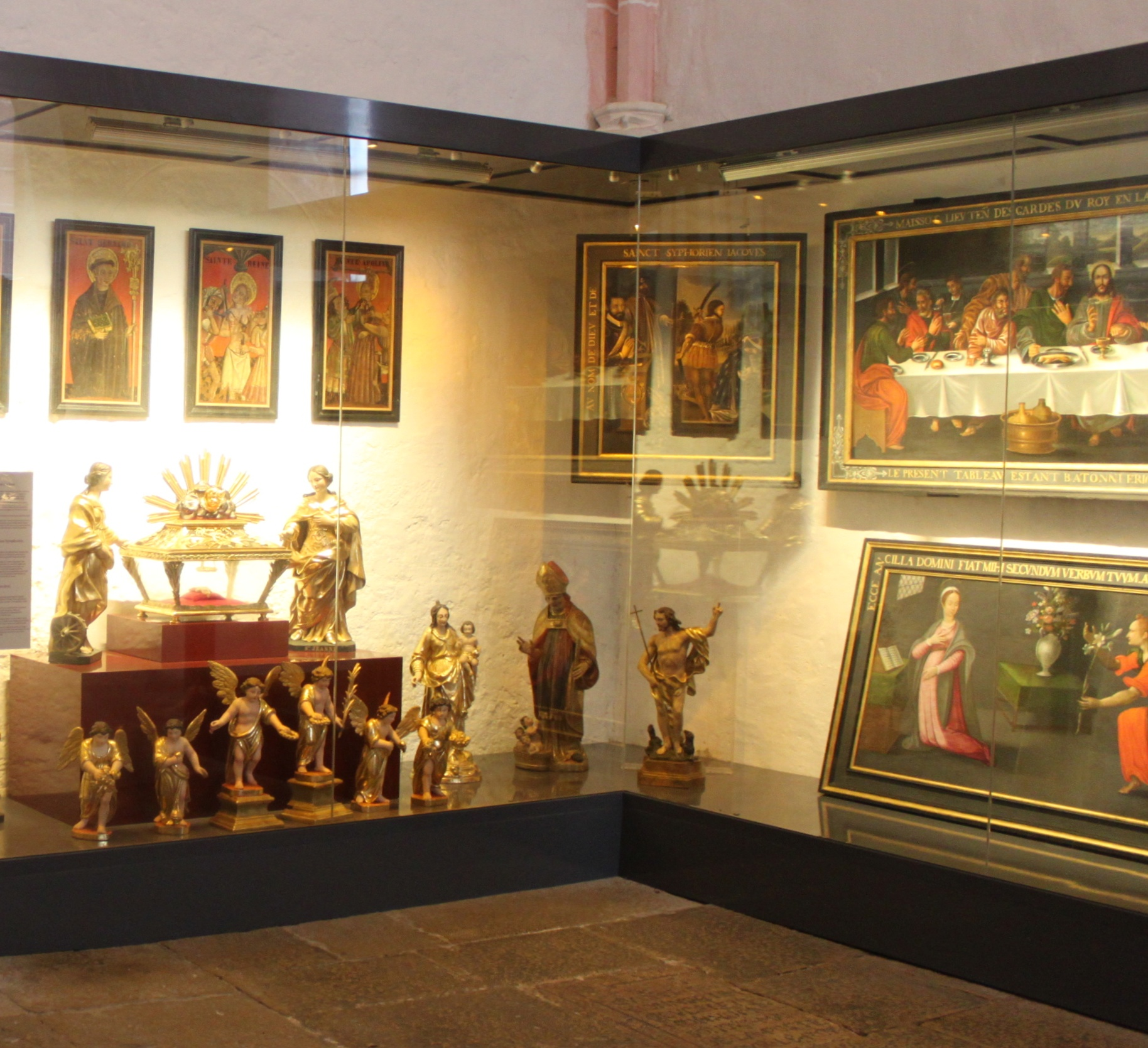

### Sources et bibliographie
- Dany Sandron, « Nuits-Saint-Georges, église Saint-Symphorien. », Congrès archéologique de France, vol. 1994, no 152,‎ 1997, p. 343-354 (lire en ligne).